# Hoplit
En hoplit, græsk: ὁπλίτης, hoplitēs, afledt af ordet ὅπλον, våben, var en infanterist i de græske hære i antikken.
Hoplitten var udrustet, så han kunne indgå i en tæt lukket formation, en falanks. Vigtigt udrustning var det store skjold (aspis). Skjoldet dækkede venstre side, og i den tætte kampformation også sidemandens højre side. Et panser (spolas) af læder, lag af lærred eller bronze dækkede overkroppen, og benene blev beskyttet af læderforede bronzeskinner (knemides). Hovedet var beskyttet af en stor bronzehjelm.
Under den Peloponnesiske Krig blev hoplitternes udrustning gjort lettere og deres mobilitet øget. Det førte til udviklingen af ekdromoi, en let hoplit, der kunne bevæge sig hurtigt nok til at indhente let infanteri som peltaster.
Af offensive våben var det vigtigste et doru-spyd på 2-2,5 meter med jernspids. Som reservevåben et sværd ofte xiphos, et 60 centimeter langt tveægget sværd eller et machaira, et enægget tungt sværd, der ellers var beregnet til ryttersoldater.
- Wikimedia Commons har flere filer relateret til Hoplit

| Militær | Spire Denne artikel om militær er en spire som bør udbygges. Du er velkommen til at hjælpe Wikipedia ved at udvide den. |